# 浙江第一码头
30°12′57″N 120°10′30″E / 30.2159°N 120.1749°E

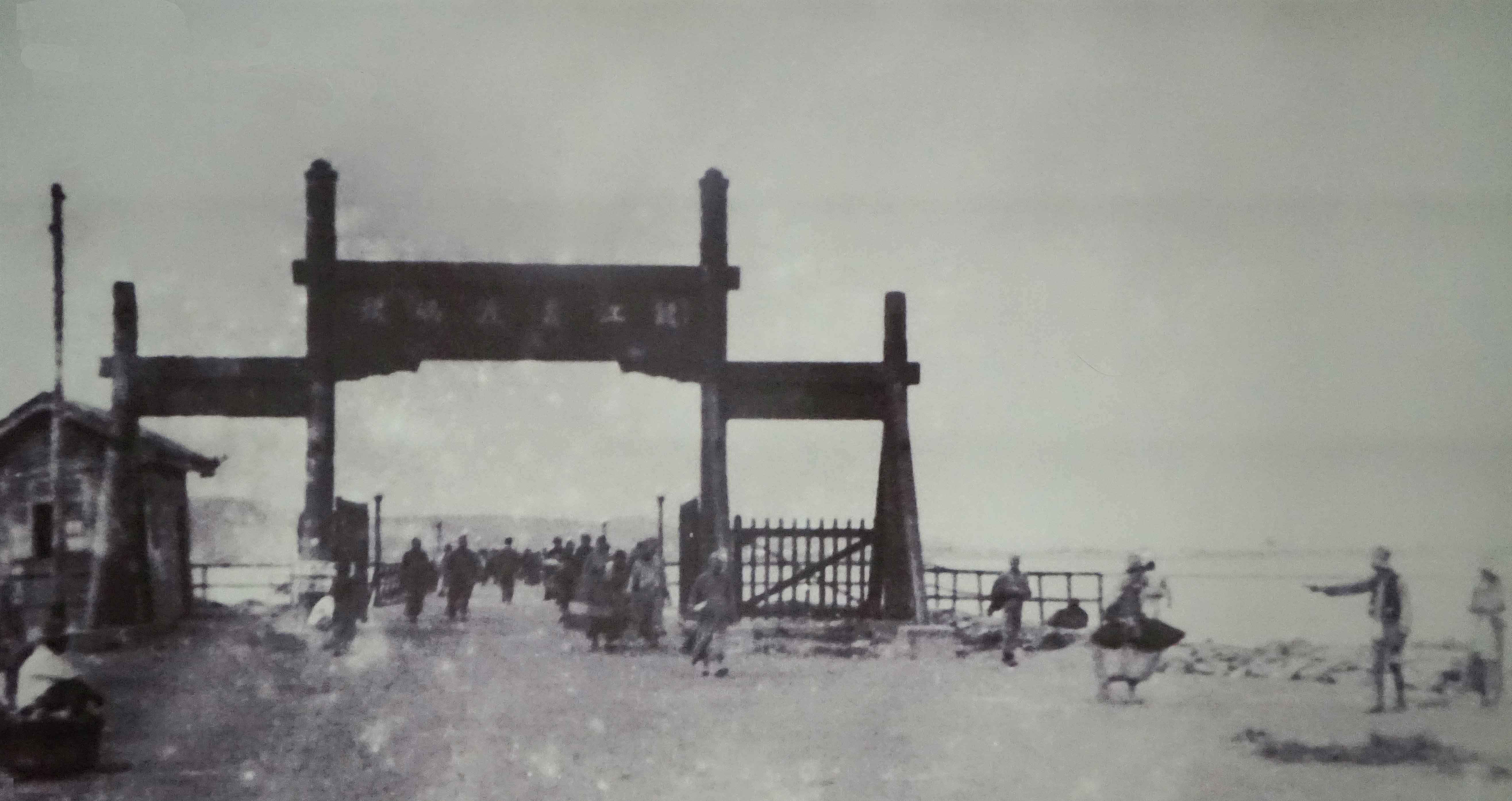
浙江第一码头老照片

浙江第一码头，又名杭州南星桥客运码头，位于中国浙江省杭州市上城区南星街道钱塘江畔三廊庙，清同治三年（1864年）由杭州商人胡雪岩主持建设，民国十八年（1929年）改建后由时任浙江省长张静江题名“浙江第一码头”，1998年停止使用。

## 历史

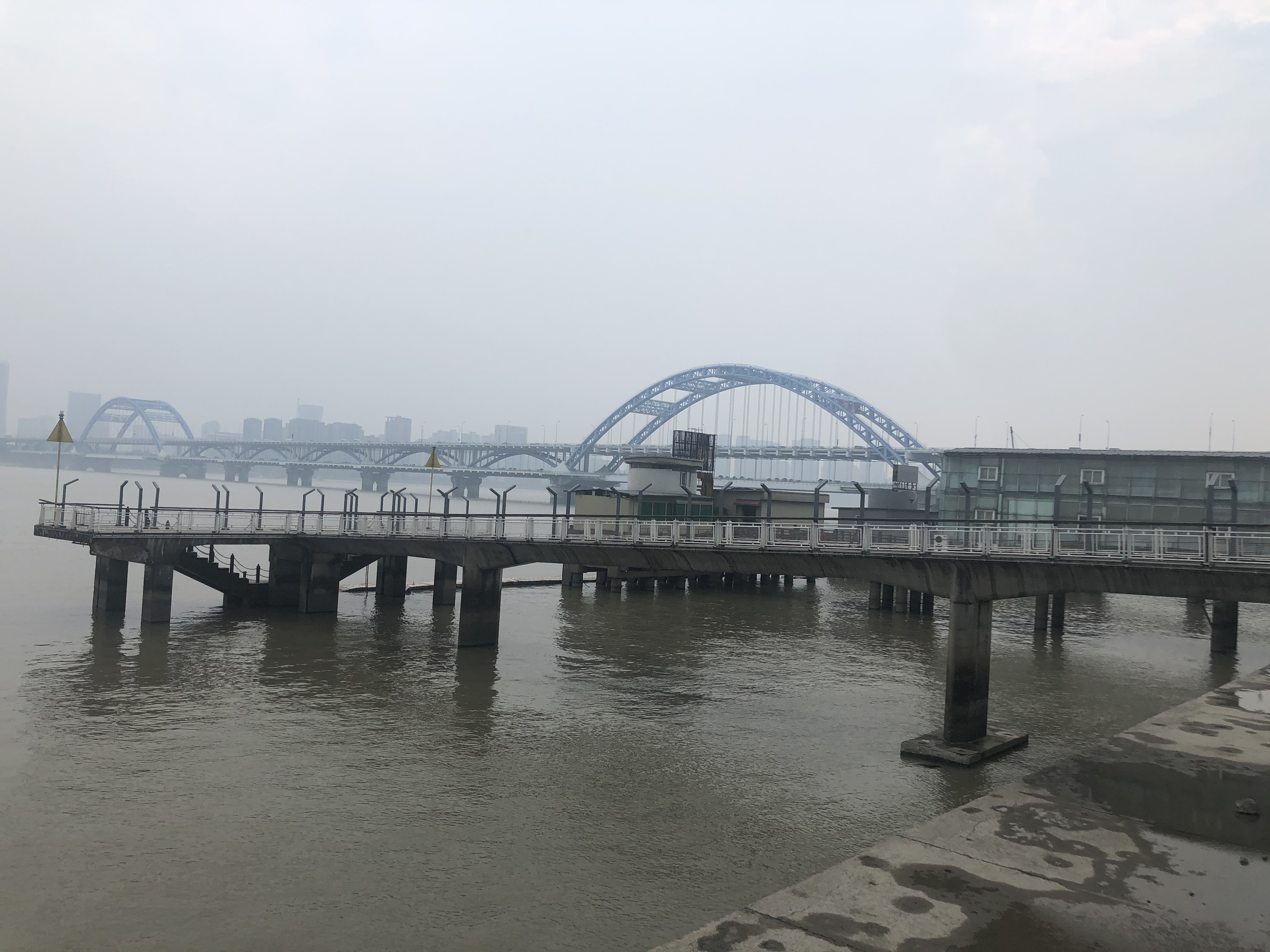
侧面的码头栈桥和远处的钱江四桥

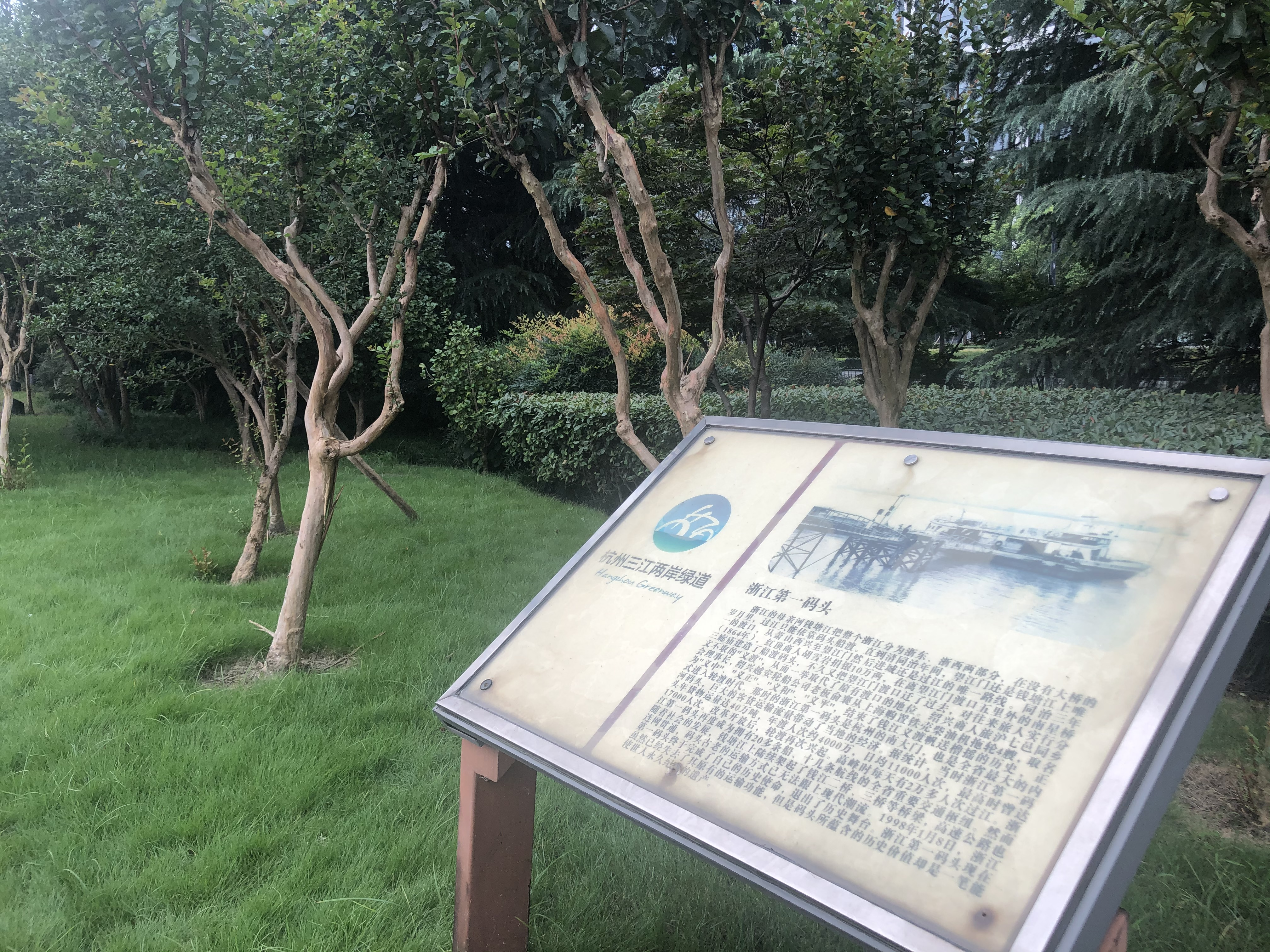
旁边浙江第一码头的介绍

钱塘江北岸渡口最早在杭州城望江门外海潮寺，海潮寺码头又名七甲渡码头，位于原杭州中策橡胶厂南大门附近，海潮寺所在的海潮路即原来的钱塘江海塘。海潮寺附近旧时江阔水缓，船只只能停泊在浅滩之外，人员货物需要经由跳板上岸，不能行走的就要依靠背佣和马凳由人背上来，而穷人则只能趟水上岸。从码头上来不远就是望仙桥直街，为老杭州的闹市区，直到1928年南星桥三廊庙改建为现代化的浙江第一码头，海潮寺码头因为钱塘江江流改道而废弃后，望仙桥直街才逐渐衰败下去。根据杭州学者龚玉和、孙跃等人说法，浙江第一码头所在的三廊庙一带为魏晋樟林桁、隋唐柳浦渡、两宋浙江渡所在，历代延续至今，且在明清时期为观潮胜地。 
清同治三年，红顶商人胡雪岩应时任浙江巡抚左宗棠的要求，在浙江主持太平天国战争善后工作，为了让战时流亡钱塘江以东绍兴、萧山等上八府的居民回到杭州，也为了沟通名下胡庆余堂药材生意，特地在南星桥三廊庙设立“义渡”，免费接送两岸居民商旅，一时间杭州许多商绅也来资助。胡雪岩投资建设了船埠棚房，增添了跳板缆绳，并承担了运营的人工费用。于是流亡难民纷纷从这里北上返回杭州，义渡每日人满为患，胡雪岩因此又委托一批有经验老船工，制造了四条长15米，宽4米，可载100多人的方头平底渡船，渡船行驶平稳，全由人力摇橹，便于人员货物运输，但遇到逆风逆水或者涨潮则会有危险，需要“封江停航”。受制于通讯条件限制，为了让停航消息布告出来，停航天两岸就会将一面细布做的大旗升起，过客见此就知道义渡停航；此外，杭州城内清河坊的宓大昌墙上还会张贴三廊庙和海潮寺渡口的渡船消息。时局稳定之后，义渡也在胡雪岩资助之下继续运营下去，并经过不断修缮成为了钱塘江上下游之间往返最早的码头。钱塘江义渡也为胡雪岩带来了巨大的声誉，其名下的胡庆余堂一举超过原先海潮寺附近的叶种德堂成为了杭州最为兴盛的药号。
清光绪九年（1883年）胡雪岩破产之后，当时正在上海的两浙盐运使、绍兴旅沪七邑同乡会常务董事长俞襄周号召旅沪浙江同乡，接办难以为继的胡氏义渡，很快筹集巨款成立了义渡基金会。俞襄周是钱塘江南岸的绍兴人，在杭州有数家商号，同时经营杭州至桐庐、诸暨的航运，经常需要搭乘义渡，早年曾在钱塘江南岸候船时亲眼目睹义渡沉船的惨案，因此立志改善渡江条件。筹集完资金后，他在上海自外商购置了机器轮船，先是在黄浦江上试船数次，又和友人乘船沿海路至钱塘江三廊庙码头，直到没有任何问题才投入义渡客运。俞襄周十分关切义渡事务，在他管理下义渡采用机器轮拖船，增加对开轮次，并在每条船上配备救生设备，还在两岸设有救生船，训练水上救生员。每每假期节庆，萧山、绍兴、宁波、温州等地商人都要回家祭祖，导致渡轮难以承担客流量，于是他又将桐庐、诸暨航线的船只调来义渡支援。俞襄周还得到了王竹斋、金润泉、张载阳、蒋抑卮、王芗泉等杭州知名人士的大力支持，后来又向客商购置四艘铁壳机轮，命名为“义中号”“义正号”“义和号”“义平号”，义渡从此进入鼎盛时期。期间浙江省政府还成立直辖的浙江钱塘江义渡局，义渡局局长则由俞襄周名下杭诸轮船公司经理王清光担任，义渡从此由民营变为官督民办。1927年，由俞襄周建议和资助，义渡局开始建设钱塘江两岸码头以解决人员货物滩涂趟水上岸的风险。1928年北伐胜利后，国民政府以官办民助的方式筹集资金，杭州商会则成立了义渡管理委员会，以钱塘江南岸的1600亩农田作为资本。1929年在三廊庙建成一座长250多米、宽10米的钢筋混凝土梁版式引桥及码头，引桥伸入江面，自此人们不再涉水上岸；码头落成时时任浙江省省长张静江前来观礼，亲自为码头题匾额“浙江第一码头”六字。1931年，俞襄周为母亲庆祝八十大寿，儿子俞蔼士完婚，许多亲友前来祝贺，他将礼金全部捐给义渡局用来在码头上加盖水泥雨篷。1933年，南岸以巨木作桩，横工字钢为梁，建成600米长的南岸码头，自此汽车也可以通过义渡渡江。1932年12月，浙赣铁路开通至南岸的西兴后，北岸南星桥车辆人流都大大增加，浙江第一码头已然是杭州的南大门，据统计此时码头货物运输量达40万吨，年轮渡人次约4000万，日均1.1万人次，最高峰时日均可达1.7万人次，一跃成为省内最大的内河港口。在这种情况下浙江省建设厅厅长曾养甫决定请来茅以升修筑钱塘江大桥。1937年日军全面侵华，甫完工的钱塘江大桥不得已而被炸毁，钱塘江大多数船只和渡轮也装上易燃物，行至南岸码头后自行焚毁。12月24日杭州沦陷后，钱江义渡被迫改为钱塘江轮渡局开始收费计价，后来南岸作为基金的1600亩义田先后流失，义渡被迫中止。至1945年抗战胜利后，钱江轮渡军被浙江省交通处接收，更名为钱江轮渡所，当时钱塘江大桥尚未恢复，轮渡所由船工120名左右，日运输旅客1万人次以上。1946年11月，浙江各界在上海成立钱江义渡复兴委员会，暂时以云南路7号为总办事处。委员会邀请了当时上海各界的浙籍人士，当时作为江浙财阀的核心人物之一的银行家李铭也参与在内，为义渡恢复作出贡献。
1949年5月中华民国国军撤离杭州之时，扣留并破坏了轮渡所的大量船只，轮渡一度歇业至6月，7月中华民国空军袭击钱塘江大桥、闸口电厂和轮渡，3名船工不幸遇难，轮渡再度停运。中华人民共和国成立之后，浙江第一码头仍是省内最大的内河码头。1950年代中期，由于码头前沿沙滩延伸，船只难以停靠码头，因而客货班船都移至中河海月桥货运码头。1957年冬，浙江省省属钱江航运公司新建木栈桥近百米，浙江第一码头恢复使用。1960年，木栈桥改为钢筋混凝土新桥，并新建钢引桥两座。1979年后，钱塘江轮渡再次兴起，浙江第一码头除两岸渡运外，还运营绍兴、临浦、诸暨、富阳、桐庐、建德、兰溪、金华等地的长途客船，由此成为了全省重要的交通枢纽。1979年春，新引入客运、渡运泵船两艘。1985年8月，浙江省交通厅批准在江滩陆地处新建候船厅和综合楼。1980年代，浙江第一码头年输送旅客可达4000多万，每天凌晨3时北岸的第一码头开出当天第一班渡轮，南岸萧山就有百米长队伍在等待，船票也水涨船高由5分涨到5角。随着钱塘江过江交通越发便捷，钱江轮渡开始走下坡路，至1998年1月8日浙江第一码头最终宣告停渡。

## 重建与再利用

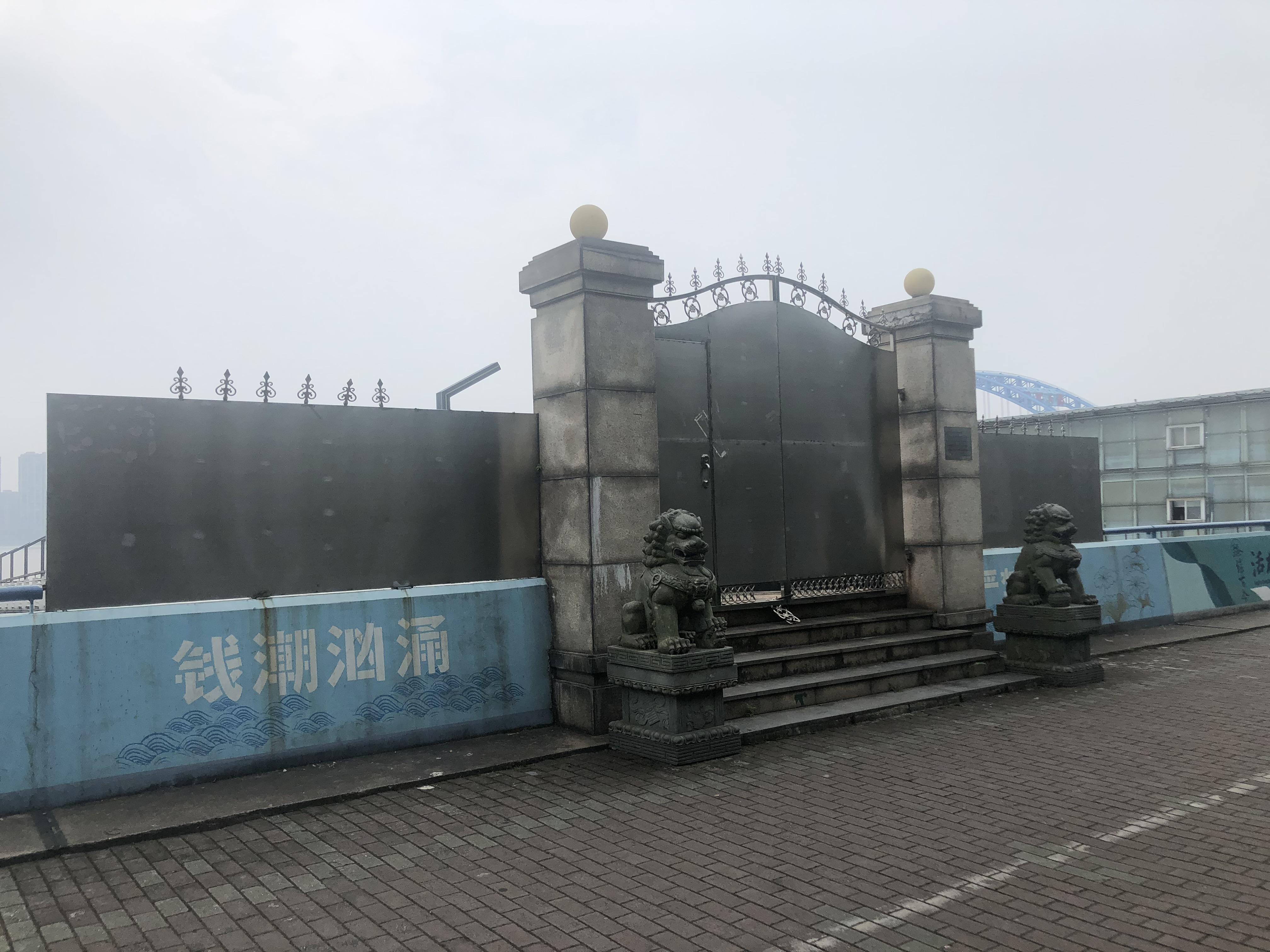
浙江第一码头新栈桥入口

钱江四桥兴建后，浙江第一码头失去运输价值，停渡之后开始荒废，至2004年被纳入城市拆迁范围。虽然浙江第一码头见证了杭州诸多历史，但一直不是文物保护单位，杭州市园林文物局文物处表示浙江第一码头的主体建筑已经在城市建设中陆续被毁，现在申报文物保护单位的意义已经不大，部门已经实地调查过码头现状，码头仅仅剩下50米廊桥而失去了作为文物的完整性，文物部门将会从文物保护点开始尝试申报文物。钱江客运旅游有限公司计划利用浙江第一码头进行钱塘江观光游览。2008年，浙江第一码头遗址被拆除。由于交通方便，原先码头地带形成了外来务工人员聚集的码头村，最终政府于2016年拆除了这一片区。2012年三江两岸进行生态整治，有政协委员提议重建浙江第一码头，后来的2013年上城区三江两岸绿道标志和杭州市港航规划中显示浙江第一码头已经重建，并计划用于钱塘江水上游。
2010年杭州市两会期间，九三学社市委考虑钱塘江过江拥堵的现象，提出恢复钱塘江轮渡的建议，并建议优先恢复条件相对较好的“浙江第一码头”轮渡，参照免费单车的模式提供免费轮渡，用船上、码头的广告回笼自己，并与钱塘江夜游结合，在渡口配套公交换乘和单车租赁点。2013年4月，杭州港航部门透露将恢复钱塘江渡轮，考虑盘活现有的浙江第一码头，6月17日，杭州市港航部门召开轮渡恢复工作座谈会，着手进行市场调研，计划将新渡轮船型定位300客座和500客座两种，前期以两艘500客座对开，1艘300客座备用，船舶要做到零排放，应对钱塘江复杂水文条件着重考虑避潮、抗风和夜航功能。轮渡路线初步定位4条，分别为第一码头至射潮广场、城市阳台至射潮广场、城市阳台至奥体中心、第一码头至彩虹城。根据2020年，钱塘江航运游船公司官网介绍，浙江第一码头并不在钱塘江水上游码头之列。
根据2016年报道，2012年开通的钱塘江夜游丽星号具备280客座，夜游路线从浙江第一码头出发，到下游的钱江三桥附近。2018年报道中，新的钱塘江夜游则改自钱塘江南岸的钱江龙码头出发，不再经过浙江第一码头。